# Berekalja (Miskolc)
Berekalja Miskolc egyik városrésze, Diósgyőr és Majláth határán. A város kelet-nyugati tengelye mentén fekszik, a diósgyőri vár közelében. Legfőképpen családi házak alkotják, a Honfoglalás park közelében található egy kisebb lakópark 3 emeletes panelházakkal. Tömegközlekedéséről korábban az 1A-s és a 69-es busz gondoskodott, ma már csak alkalmanként az 1-es busz, valamint az 1B-s és 101B-s busz közlekedik e városrészig.

## Története
Konkrét források utalnak arra, hogy Nagy Lajos király halastavat és vadaskertet létesített a Csenikben (ma Csanyik), ami akkor pálos terület volt, ezért cserébe a pálosok megkapták 1364-ben az Eleje, a Meggy és a Berek nevű erdőterületeket, amelyek nagyjából a majláthi kolostor, a vár és az Előhegy között helyezkedtek el. A Szinva melletti Berek tehát szintén pálos terület volt, neve úgy értelmezhető, hogy Berek erdő (latinul silva Berek), de ez az elnevezés utalhat Szilvásberekre is, hiszen a környéken rengeteg gyümölcsös volt. Berektől, tehát az erdős területtől délre feküdt Berekalja, ami főleg rétekből, megművelt földterületekből állt. Az 1950-es évektől kezdték el beépíteni, hogy a mai Miskolc egyik legszebb, legcsendesebb, legbarátságosabb városrészévé váljon. Első utcája az Endrődi Sándor utca volt.
Majláthot és Berekalját együtt Felsőgyőr néven is említik, ami a környék középkori neve is volt.